# 埃雷拉角
64°55′S 63°37′W / 64.917°S 63.617°W
埃雷拉角（英語：Cape Errera）是南極洲的海岬，位於帕默群島中溫克島的西南端，由比利時的探險隊發現，以該次探險隊的贊助者命名，現時由南極條約體系管理。